# The old fashioned way
The old fashioned way is een single van Charles Aznavour. Het is een vertaling van zijn Les plaisirs démodés uit 1972, dat eerder in Frankrijk als single was uitgebracht. Het romantische lied over schuifelen verkocht net als zijn andere Engelstalige hit She ook goed in het Verenigd Koninkrijk, maar daar bleef het daar bij.
Van het nummer is een aantal covers gemaakt, maar niet door de geringsten: Frank Sinatra, Petula Clark en Shirley Bassey zongen hun versie.

## Hitnotering

### Nederlandse Top 40
| Hitnotering: week 40 t/m 50 in 1973 | Hitnotering: week 40 t/m 50 in 1973 | Hitnotering: week 40 t/m 50 in 1973 | Hitnotering: week 40 t/m 50 in 1973 | Hitnotering: week 40 t/m 50 in 1973 | Hitnotering: week 40 t/m 50 in 1973 | Hitnotering: week 40 t/m 50 in 1973 | Hitnotering: week 40 t/m 50 in 1973 | Hitnotering: week 40 t/m 50 in 1973 | Hitnotering: week 40 t/m 50 in 1973 | Hitnotering: week 40 t/m 50 in 1973 | Hitnotering: week 40 t/m 50 in 1973 | Hitnotering: week 40 t/m 50 in 1973 |
| Week:                               | 1                                   | 2                                   | 3                                   | 4                                   | 5                                   | 6                                   | 7                                   | 8                                   | 9                                   | 10                                  | 11                                  |                                     |
| ----------------------------------- | ----------------------------------- | ----------------------------------- | ----------------------------------- | ----------------------------------- | ----------------------------------- | ----------------------------------- | ----------------------------------- | ----------------------------------- | ----------------------------------- | ----------------------------------- | ----------------------------------- | ----------------------------------- |
| Positie:                            | 30                                  | 11                                  | 9                                   | 5                                   | 4                                   | 5                                   | 10                                  | 16                                  | 22                                  | 33                                  | 37                                  | uit                                 |

### NederlandseDaverende 30
| Hitnotering: 13-10-1973 t/m 7-12-1973 | Hitnotering: 13-10-1973 t/m 7-12-1973 | Hitnotering: 13-10-1973 t/m 7-12-1973 | Hitnotering: 13-10-1973 t/m 7-12-1973 | Hitnotering: 13-10-1973 t/m 7-12-1973 | Hitnotering: 13-10-1973 t/m 7-12-1973 | Hitnotering: 13-10-1973 t/m 7-12-1973 | Hitnotering: 13-10-1973 t/m 7-12-1973 | Hitnotering: 13-10-1973 t/m 7-12-1973 | Hitnotering: 13-10-1973 t/m 7-12-1973 |
| Week:                                 | 1                                     | 2                                     | 3                                     | 4                                     | 5                                     | 6                                     | 7                                     | 8                                     |                                       |
| ------------------------------------- | ------------------------------------- | ------------------------------------- | ------------------------------------- | ------------------------------------- | ------------------------------------- | ------------------------------------- | ------------------------------------- | ------------------------------------- | ------------------------------------- |
| Positie:                              | 13                                    | 8                                     | 7                                     | 5                                     | 5                                     | 9                                     | 17                                    | 28                                    | uit                                   |

### BelgischeBRT Top 30
| Hitnotering: 3-11-1973 t/m 1-2-1974 | Hitnotering: 3-11-1973 t/m 1-2-1974 | Hitnotering: 3-11-1973 t/m 1-2-1974 | Hitnotering: 3-11-1973 t/m 1-2-1974 | Hitnotering: 3-11-1973 t/m 1-2-1974 | Hitnotering: 3-11-1973 t/m 1-2-1974 | Hitnotering: 3-11-1973 t/m 1-2-1974 | Hitnotering: 3-11-1973 t/m 1-2-1974 | Hitnotering: 3-11-1973 t/m 1-2-1974 | Hitnotering: 3-11-1973 t/m 1-2-1974 | Hitnotering: 3-11-1973 t/m 1-2-1974 | Hitnotering: 3-11-1973 t/m 1-2-1974 | Hitnotering: 3-11-1973 t/m 1-2-1974 | Hitnotering: 3-11-1973 t/m 1-2-1974 |
| Week:                               | 1                                   | 2                                   | 3                                   | 4                                   | 5                                   |                                     | 6                                   |                                     | 7                                   | 8                                   |                                     | 9                                   |                                     |
| ----------------------------------- | ----------------------------------- | ----------------------------------- | ----------------------------------- | ----------------------------------- | ----------------------------------- | ----------------------------------- | ----------------------------------- | ----------------------------------- | ----------------------------------- | ----------------------------------- | ----------------------------------- | ----------------------------------- | ----------------------------------- |
| Positie:                            | 20                                  | 16                                  | 23                                  | 26                                  | 20                                  | x                                   | 22                                  | x                                   | 30                                  | 30                                  | x                                   | 19                                  | uit                                 |

### Britse single top 50
| Positie: | 50 | 50 | 38 | 40 | 42 | 49 | 44 | 45 | 50 | 44 | 44 | 44 | 46 | uit |

en daarna nog twee weken in de zomer van 1974.

### NPO Radio 2 Top 2000
| Nummer met noteringen in de NPO Radio 2 Top 2000 | '99 | '00 | '01  | '02  | '03  | '04  | '05  | '06  | '07  | '08  | '09  | '10  | '11  | '12 | '13  |
| ------------------------------------------------ | --- | --- | ---- | ---- | ---- | ---- | ---- | ---- | ---- | ---- | ---- | ---- | ---- | --- | ---- |
| The old fashioned way                            | 997 | -   | 1515 | 1049 | 1268 | 1242 | 1000 | 1163 | 1204 | 1175 | 1584 | 1540 | 1791 | -   | 1843 |

1. ↑  Een '-' betekent dat het nummer niet was genoteerd en een vetgedrukt getal geeft de hoogste notering aan.
2. ↑  Deze tabel is bijgewerkt tot en met de laatste editie (2024).